# Little Greenbrier School-Church
Pour les articles homonymes, voir Greenbrier.
La Little Greenbrier School-Church est une ancienne école et église du comté de Sevier, dans le Tennessee, aux États-Unis. Protégée au sein du parc national des Great Smoky Mountains, elle est inscrite au Registre national des lieux historiques depuis le 11 janvier 1976.